# Lechcuatitla
Lechcuatitla är en ort i Mexiko.   Den ligger i kommunen Ixhuatlán de Madero och delstaten Veracruz, i den sydöstra delen av landet, 200 km nordost om huvudstaden Mexico City. Lechcuatitla ligger 91 meter över havet och antalet invånare är 154.
Terrängen runt Lechcuatitla är platt åt nordväst, men åt sydost är den kuperad. Runt Lechcuatitla är det ganska tätbefolkat, med 54 invånare per kvadratkilometer. Närmaste större samhälle är La Ceiba, 10,6 km söder om Lechcuatitla. Omgivningarna runt Lechcuatitla är en mosaik av jordbruksmark och naturlig växtlighet.